# Michaeliskirche (Wohra)
Die Michaeliskirche in Wohra ist eine evangelische Kirche, die wohl schon vor 1276 existierte und dem heiligen Michael geweiht ist. Sie ist von einer wahrscheinlich im 12. oder 13. Jahrhundert errichteten Rundmauer umgeben. Besonderes Merkmal ist der circa 25 Meter hohe gotische Glockenturm aus Sandstein. Die ursprünglich zwei Glocken wurden 1958 um zwei weitere ergänzt. Die Kirche wurde mehrmals repariert und umgebaut. Dieser Umstand macht es schwer, ein genaues Entstehungsdatum festzulegen. Der Friedhof für Wohra und Langendorf grenzte bis 1864 an das Kirchengelände an.

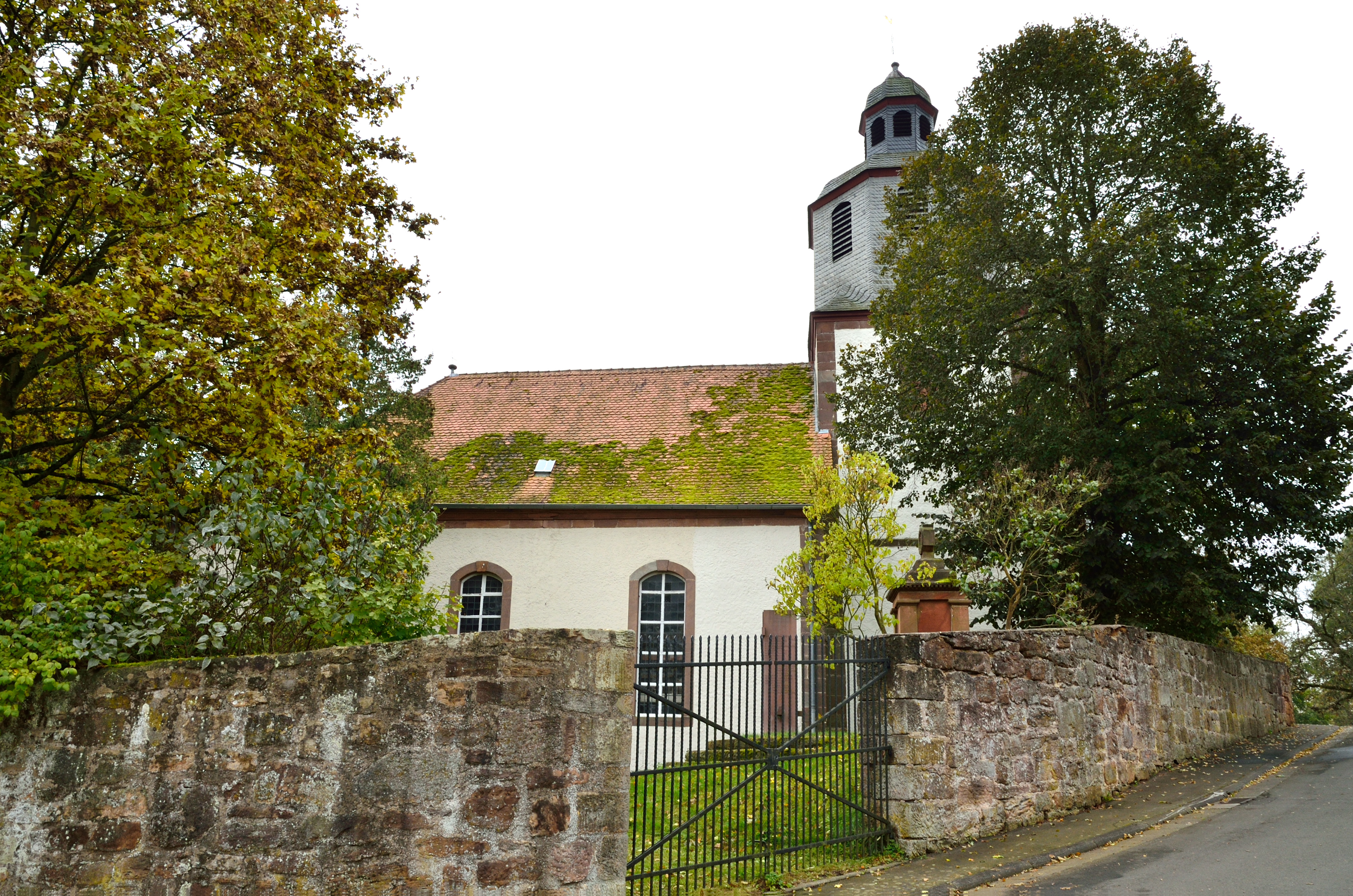
Michaeliskirche

## Geschichte
Die Michaeliskirche wird zum ersten Mal in einer Urkunde von 1323 erwähnt, in der das Patronatsrecht der Grafen von Ziegenhain festgelegt wurde. Graf Otto, Domherr zu Mainz, übertrug seinem Bruder Graf Johann von Ziegenhain das Patronat über Kirche und Kirchdorf von Wohra. In einer Urkunde des Klosters Haina von 1276 wird ein Plebanus Friedrich zu Wohra als Zeuge genannt. In einer weiteren Urkunde des Klosters von 1317 wird ein Plebanus Helwig zu Wohra genannt. Dies lässt darauf schließen, dass die Kirche bereits vor 1276 existierte. Die Weihung der Kirche zu Ehren des Heiligen Michael lässt auf eine sehr alte Gründung schließen.
Im Jahre 1450 erlosch das Geschlecht der Grafen von Ziegenhain und ihr Patronatsrecht ging an die Klauer zu Wohra über.
Der hessische Landgraf Philipp der Großmütige schloss sich der Reformation an und berief 1526 eine Synode in Homberg (Efze) ein, im Verlauf derer die Reformation in der Landgrafschaft Hessen und um 1530 in Wohra und Langendorf eingeführt wurde. Im Zuge der Regentschaft des Landgrafen Moritz fand zwischen 1606 und 1624 ein reformierter Bekenntniswechsel statt. Der Landgraf war 1605, entgegen dem Augsburger Religionsfrieden, zum Calvinismus übergetreten. Auf Anweisung des Landgrafen Karl von Hessen mussten sich der reformierte und der lutherische Pfarrer ab 1699 über die Gottesdienstzeiten in der Michaeliskirche einigen. Da die Kirche nicht genügend Sitzplätze für alle Gemeindemitglieder hatte, regelte ab 1793 eine Sitzordnung den Gottesdienstbesuch nach jeweiliger Zeit, Konfession (vgl. Simultankirche) und Platz. Der erste evangelische Pfarrer in Wohra war Eberhard Orth.
Aus den Jahren 1752 und 1758 sind Berichte über den schlechten Zustand der Kirche erhalten. 1775 berichteten die Bürgermeister und Vorsteher von Wohra und Langendorf nach Marburg, dass der halbe Dachboden eingestürzt sei. 1779 wurde die Michaeliskirche vom Konsistorium von Marburg besichtigt und das Betreten der Kirche wegen Baufälligkeit verboten. Die Alte Kirche wurde abgerissen. Der Turm blieb erhalten, weil die neue Kirche am selben Platz errichtet werden sollte. Nach knapp zweijähriger Bauzeit vorläufig zur Nutzung freigegeben, wurde sie 1782 fertiggestellt und an Ostern geweiht.
1933 vereinigten sich die lutherischen und reformierten Kirchenvorstände von Wohra und Langendorf. Ab 1934 bildeten die lutherischen und reformierten Gemeindemitglieder gemeinsam die evangelische Kirchengemeinde von Wohra. Seit 1949 ist Wohra eine selbstständige Pfarrei mit den Filialen Langendorf und Hertingshausen, die seit 2017 zum Kirchspiel Josbach im Kirchenkreis Kirchhain im Sprengel Marburg der Evangelischen Kirche von Kurhessen-Waldeck gehört.
Der Baustil der Kirche orientierte sich am Glockenturm und wurde ebenfalls in Sandstein errichtet. Über dem Nordeingang befindet sich ein Stein, der folgende Inschrift trägt: Dem aller Hoechsten Dreieinigen Gott zu Ehren ist diese Kirche bei reg(ier)ung des durch Lauchtigen Fürsten und Herren Friedrich der Landgraf zu Hessen wie auch W. H. von Baumbach Landraht und Baudirecktor wie auch Johannes Theophilus Ruppersberg Pfarrher / H. Spiecker R. F. Pfarrherr / H. H. Mebus Grebe H. Adam Strack und Georg Becker Bauaufsichter H. H. Schreider / H. Helwig Vorsteher wie auch zu Langendorf / H. Schneider Bauaufsichter S. Waldschmidt Grebe/Conrad Schneider Vorsteher.

## Pfarrer
Die für die Michaeliskirche zuständigen Pfarrer waren:
| - 1568–1606: Dietrich Stumpf - 1606–1609: Damasius Schußler - 1609–1611: Gregorius Schönfeld - 1611–1624: Johannes Agricola - 1625–1632: Heinrich Blum - 1632–1645: Abraham Stauderius - 1650–1663: Conrad Hofmann - 1663–1713: Wilhelm Scriba - 1718–1721: Johann Wilhelm Scriba - 1723–1768: Johann Helfrich Mahrt - 1759–1769: Theodor Mahrt - 1774–1782: Johann Theodor Justus Theophil Ruppersberg - 1782–1783: Johann Christian Seybel - 1783–1796: Christian Christoph Soldau - 1797–1802: Ferdinand Franz Metzger - 1802–1816: Georg Friedrich Reccius - 1817–1819: Friedrich Hieronymus - 1819–1837: Thomas Merle - 1837–1848: Rudolf Wilhelm Gottlieb Mart - 1849–1861: Friedrich Ludwig Faust | - 1862–1871: August Wilhelm Assmann - 1873–1879: Philipp Konrad Heinrich Kessler - 1878–1881: Julius Bezzenberger - 1881–1890: Johannes Ludwig Richard Leopold Maus - 1890–1901: Gottfried Kahler - 1902–1913: Reinhold Dellit - 1913–1923: Julius Georg Dietrich Ernst - 1924–1936: Eduard Korff - 1937–1945: Wulf von Dobschütz - 1946–1949: Heinrich Wittekindt - 1949–1973: Friedrich Stalb - 1973–1974: Schimmelpfeng und Dr. Mommsen in Vertretung - 1974–1977: Reinhard Groell mit der Versehung beauftragt - 1977–1980: Andres, Pfr. i. R. mit der Versehung beauftragt - 1980–1985: Helmut Heiser - 1985–1987: Gustav Ohlendorf mit der Versehung beauftragt - 1987–2000: Klaus-Jürgen Fackiner - 2000–2007: Jörg Meyer - seit 2007: Hardy Rheineck, geb. Klinzing |

Bis 1946 wohnte der Pfarrer im 2. Pfarrhaus in Gemünden, ab dann im neuen Pfarrhaus in Wohra.

## Architektur

### Glockenturm

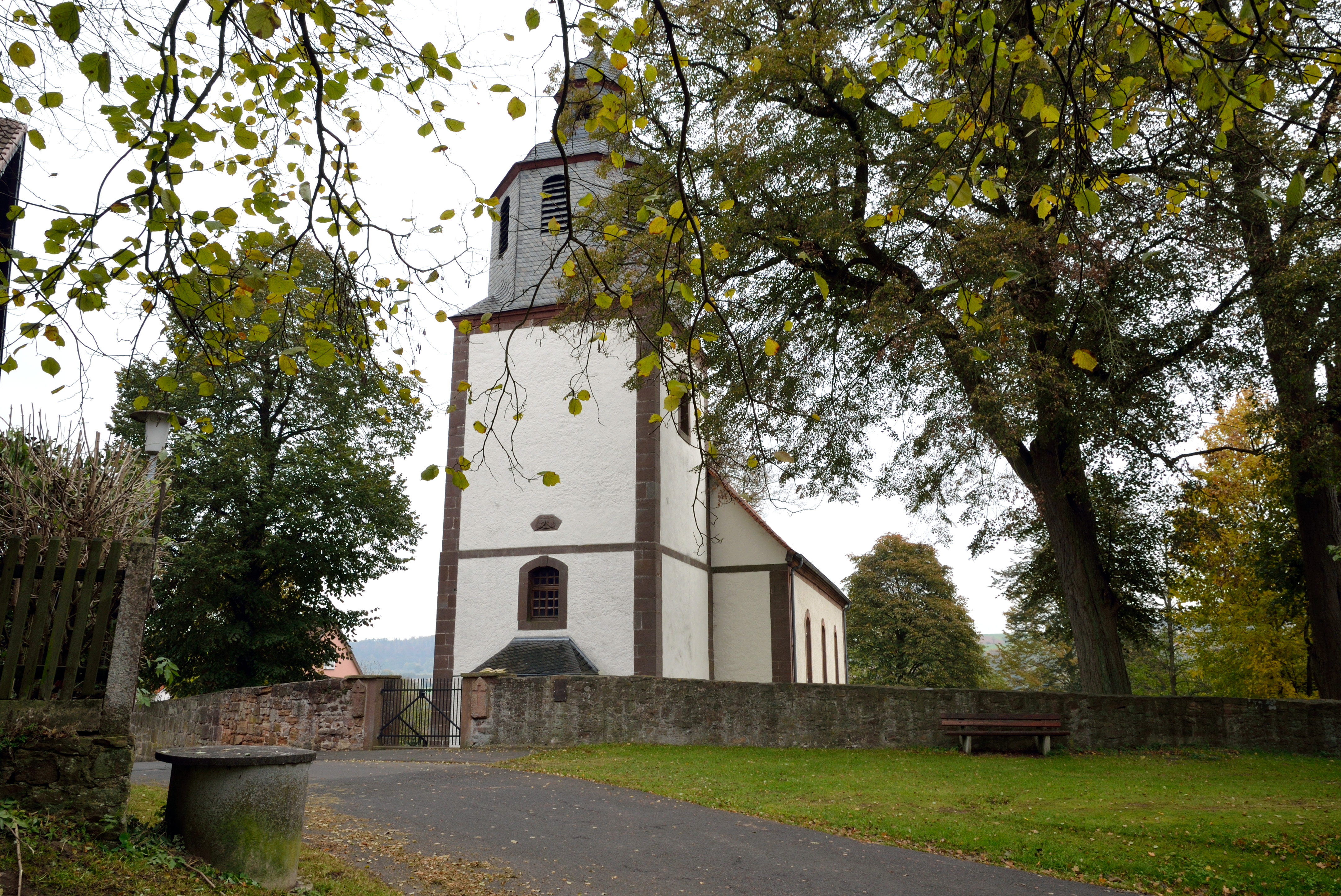
Der Kirchturm

Der circa 25 Meter hohe Glockenturm besteht aus Sandstein. An der Westseite des Turmes ist ein Stein mit der Jahreszahl 1510 (MCCCCCX) und zwei Wappen eingearbeitet. Das heraldisch rechte Wappen trägt den Hessischen Löwen und das linke das Ziegenhainer Wappen mit Stern im Schild.
Im Oktober 1904 wurde der Turm fast völlig neu eingedeckt und eine neue Helmstange angebracht. 1929 wurden Reparaturen durchgeführt. 1955 wurde der Turm von Blitz getroffen und stark beschädigt. Das Kirchendach wurde neu gedeckt; ein neuer Wetterhahn auf die Spitze gesetzt und, als er sich gesenkt hatte, 1971 aufgerichtet und mit einem Anstrich aus 24 karätigen Zitronengold versehen.
Der Glockenstuhl oberhalb des Mauerwerks ist seit 1958 aus stabilem Eichenholz, welches Erschütterungen beim Läuten vom Mauerwerk fernhalten soll. Der Glockenstuhl hat die Maße 3,80 m × 2,70 m und ist 3,20 m hoch.

## Ausstattung

### Innenausstattung
Bänke, Empore und Kanzel bestehen aus Eichholz. Die Kirche bietet Platz für circa 250 Menschen. 1904 wurden das Gestühl gestrichen und neue Fenster eingebaut. 1910 wurde der erste Ofen eingebaut. Seit 1927 verfügt die Kirche über elektrisches Licht. Der Innenanstrich wurde 1929 und der Außenanstrich 1931 erneuert. 1957 ersetzte die Gemeinde Wohratal den Ofen durch eine Propangasheizung mit sechs Heizkörpern und baute 1963 zusätzlich eine elektrische Fußbodenheizung ein. Im selben Jahr wurde der gesamte Kirchenraum und der untere Turmaufgang renoviert. 1971 wurden der Außenputz und der Außenanstrich nochmals erneuert.

### Glocken
Die älteste der Glocken, Männerglocke genannt, wurde 1520 gegossen. Sie trägt folgende Inschrift: IN HONORE SANCTE MARIE LUCAS MARCOS MATHEAS JOANNES ANNO DNI XVCXX (Zu Ehren der heiligen Maria, Lukas, Markus, Matthäus, Johannes. Im Jahre des Herrn 1520). Sie wiegt 650 kg und ist auf den Ton Fis gestimmt. Die Maße betragen: Durchmesser am unteren Rand 100 cm, Höhe 84 cm, Höhe mit Krone 100 cm. 1703 war die Glocke gesprungen und wurde wieder hergerichtet. 1957 wurde sie am unteren Rand abgeschliffen, um den Ton zu erhöhen.
Die zweite Glocke wurde am 16. Juli 1623 gegossen und trägt die Inschrift: ANNO DN 1623 16 IVLII A PRIORI FVSIONAE SEPTIMO IOHANNE AGRICOLA ECCLESIAE WOHRAE PASTORE GEORGIO STRACK ET SIMONE NIEDLING AERARII EIVSDEM PRAEFECTIS HENCHEN DEBES PAGI IVDICE ME CVM INANES SONOS REDEDEREM RENOVVIT STEPHANVS ANDRICK SABANDVS (Im Jahre des Herrn 1623, den 16. Juli, als Johannes Agricola der siebte Pfarrer der Kirche zu Wohra war, Georg Strack und Simon Niedling Vorsteher der Schatzkammer derselben und Henchen Debus Richter des Dorfes waren, hat mich aus dem ersten Guss, als ich schlechte Töne gab, Stephanus Andrick Sabandus erneuert). Die Glocke wiegt 700 kg und ist auf den Ton F gestimmt. Die Maße betragen: Durchmesser am unteren Rand 107 cm, Höhe 91 cm und Höhe mit Krone 109 cm. Diese Glocke diente dem Dorf als Alarmglocke im Brandfall und bei feindlichen Überfällen während des Dreißigjährigen Krieges.
Am 13. Januar 1942 wurden diese beiden Glocken vom Turm genommen und sollten für Rüstungszwecke eingeschmolzen werden. 1946 wurden sie auf dem Glockenfriedhof in Hamburg aufgefunden. Wegen ihres Alters waren sie von der Einschmelzung zurückgestellt worden. Die Glocken wurden auf dem Wasserweg nach Hanau und von dort mit einem Lastwagen nach Wohra gebracht. An Weihnachten 1946 erklangen die Glocken wieder.
Die Anschlagstellen waren stark abgenutzt, aus diesem Grund wurden die Glocken im Mai 1958 um ein Viertel gedreht und im unteren Teil des neuen Glockenstuhls befestigt.
In der Zeit von Januar 1942 bis Ende 1946 gab es in Wohra nur eine kleine Glocke, „Bimmche“ genannt. Sie wurde um 1839 gegossen, sprang im Jahr 1919 und wurde schließlich 1922 umgegossen. Diese Glocke sprang im Jahr 1946 erneut und wurde dann 1958 für den Guss von zwei neuen Glocken verwendet.
Die beiden neuen Glocken wurden am 18. Mai 1958 gegossen. Die Inschrift der ersten lautet: VIVOS VOCO (Die Lebenden rufe ich) + Bete und arbeite. Diese Glocke wiegt 330 kg und ist auf den Ton A gestimmt. Die Maße betragen: Durchmesser am unteren Rand 86 cm, Höhe 74 cm und Höhe mit Krone 88 cm. Sie läutet an Werktagen dreimal.
Die zweite neue Glocke trägt die Inschrift: MORTUOS PLANGO (Die Toten beklage ich) + Seid stehts bereit zur Ewigkeit. Sie wiegt 240 kg und ist damit die kleinste der vier Glocken. Sie ist auf den Ton C gestimmt. Die Maße betragen: Durchmesser am unteren Rand 73 cm, Höhe 63 cm und Höhe mit Krone 75 cm. Diese Glocke wird einen Tag vor der Beerdigung eines Mitglieds der Gemeinde Wohratal geläutet.

### Orgeln
1790, acht Jahre der Einweihung des Neubaus, wurde eine Orgel eingebaut und bereits 37 Jahre später wieder ausgetauscht, als die Orgel aus der Stiftskirche Amöneburg 1827 nach Wohra umgesetzt wurde. Diese hatte Georg Henrich Wagner im Jahr 1687/1688 geschaffen. In Wohra stand sie weitere 136 Jahre. Sie hatte einen runden Mittelturm und zwei dreieckige Spitztürme an den Seiten, in denen sich die großen Pfeifen befanden. Dazwischen waren die kleineren Pfeifen in zwei doppelgeschossigen Flachfeldern aufgestellt. Der Prospekt war mit Ornamenten und Verzierungen versehen. Als die Holzpfeifen vom Wurm befallen waren und der Ton versagte, wurden mehrmals große Reparaturen vorgenommen. Von den sechs Registern waren schließlich nur noch zwei nutzbar.
1963 wurde eine neue Orgel von Orgelbau Böttner eingebaut, die mit 13 Registern und 984 Metallpfeifen auf zwei Manualen und Pedal ausgestattet ist. Am 4. Advent 1963 wurde sie eingeweiht.